# Militärordinariat
Kirchenrechtlich ist ein Militärordinariat, auch Militärdiözese oder Militärbistum, ein besonderer Kirchenbezirk, der nach eigenen, vom Apostolischen Stuhl erlassenen Statuten geleitet wird. Dem Militärordinariat steht ein – im Regelfall mit der Bischofswürde ausgezeichneter – Ordinarius vor, der sämtliche Rechte eines Diözesanbischofs genießt.

## Geschichte und kirchenrechtliche Stellung
Bis zur Erlassung der Apostolischen Konstitution Spirituali militum curae durch Papst Johannes Paul II. am 21. April 1986 lagen die vollen bischöflichen Rechte für die Militärseelsorge beim Papst. War der für die Militärseelsorge Verantwortliche bislang also als Vicarius Castrensis Stellvertreter des Papstes für diesen Bereich, wurden ihm nun die vollen bischöflichen Rechte übertragen.
Im Gegensatz zu einer normalen Diözese besitzt der Militärordinarius (oftmals auch Militärbischof genannt) kein territoriales Bistum. Es handelt sich vielmehr um ein Personalbistum, dem die Angehörigen der jeweiligen Landesarmee und ihre Familien angehören.
Die Person des Militärordinarius ist von unterschiedlichem Rang. So ist er z. B. in Deutschland stets ein regierender Diözesanbischof, der gleichzeitig das Amt des Militärordinarius versieht. Er kann aber auch, wie z. B. in Österreich ein Titularbischof sein, der allein als Militärordinarius fungiert. In manchen Ländern, wie z. B. Brasilien, wechseln diese Umstände ab.
Der Militärordinarius ist stets Mitglied der nationalen Bischofskonferenz. Große Militärordinariate, wie z. B. die USA, können auch über eigene Weihbischöfe verfügen.
Die meisten Militärordinariate verfügen auch über eine eigene Bischofskirche bzw. Kathedrale. So ist die im Pariser Hôtel des Invalides gelegene, an den Invalidendom angrenzende Cathédrale St-Louis-des-Invalides die Kathedrale des französischen Militärordinariats (Diocèse aux Armées Françaises) und die St. Georgs-Kathedrale in Wiener Neustadt die Bischofskirche des österreichischen Militärbischofs. Seit dem 1. Februar 2005 ist die Johannes-Basilika in Berlin die Bischofskirche des Deutschen Militärbischofs. In der Ukraine befindet sich die Militärseelsorge noch im Aufbau, zurzeit liegt die Zuständigkeit in der Abteilung für Militär- und Gefängnisseelsorge im Großerzbistum Kiew-Halytsch.

## Liste der Militärordinariate
Bis 2011 wurden 36 Militärordinariate errichtet. Die folgende Liste nennt die Militärordinariate und das jeweilige Jahr ihrer Errichtung.
- Argentinien: Obispado Castrense de Argentina (1957)
- Australien: Catholic Diocese of the Australian Military Services (1969)
- Belgien: Belgisches Militärordinariat (1957)
- Bolivien: Bolivianisches Militärordinariat (1961)
- Bosnien und Herzegowina: Militärordinariat von Bosnien und Herzegowina (2011)
- Brasilien: Brasilianisches Militärordinariat (1950)
- Chile: Obispado Castrense de Chile (1910)
- Deutschland: Deutsches Militärordinariat (1933) – Johannes-Basilika Berlin
- Dominikanische Republik: Militärordinariat der Dominikanischen Republik (1958)
- Ecuador: Militärordinariat von Ecuador (1983)
- El Salvador: Militärordinariat von El Salvador (1968)
- Frankreich: Diocèse aux Armées Françaises (1952) − Cathédrale St-Louis-des-Invalides Paris
- Großbritannien: Militärordinariat von Großbritannien (1953)
- Indonesien: Indonesisches Militärordinariat (1949)
- Italien: Ordinariato Militare per l’Italia (1925)
- Kanada: Kanadisches Militärordinariat (1951)
- Kenia: Kenianisches Militärordinariat (1964)
- Kolumbien: Obispado Castrense Colombia (1949)
- Korea (Süd-): Koreanisches Militärordinariat (1983)
- Kroatien: Vojni ordinarijat u Republici Hrvatsko (1997)
- Litauen: Litauisches Militärordinariat (2000)
- Neuseeland: Neuseeländisches Militärordinariat (1976)
- Niederlande: Niederländisches Militärordinariat (1957)
- Österreich: Österreichische Militärdiözese (1959) – St. Georgs-Kathedrale Wiener Neustadt
- Paraguay: Militärordinariat von Paraguay (1961)
- Peru: Peruanisches Militärordinariat (1943)
- Philippinen: Philippinisches Militärordinariat (1950)
- Polen: Ordynariat Polowy Wojska Polskiego (1919/1991)
- Portugal: Ordinariato Castrence (1966)
- Slowakei: Ministerstvo obrany Slovenskej republiky (2003)
- Spanien: Arzobispado Castrense de España (1950)
- Südafrika: Südafrikanisches Militärordinariat (1951)
- Uganda: Militärordinariat von Uganda (1964)
- Ungarn: Katolikus Tábori Püspökség (1994)
- USA: Military Ordinariate of United States of America (1957; Archdiocese for the Military Services, USA)
- Venezuela: Venezolanisches Militärordinariat (1995)